# Жан IV де Руси

Графство Руси на карте Франции

Жан IV де Руси, Жан IV де Пьерпон (Jean IV de Pierrepont, Jean IV de Roucy) (род.  между 1260 и 1269 годами, погиб в бою недалеко от Монс-ан-Пюсель в 1302 году) – граф Брены и сеньор де Рошфор (по правам жены), граф де Руси, сеньор Пьерпона, Монтегю, Низи-ле-Конт, виконт де Марёйль.
Сын (единственный ребёнок) графа Жана III де Руси и Изабеллы де Меркёр. Наследовал отцу в 1282 или 1285 году.
В 1297 году числился на королевской военной службе. В 1302 году участвовал в войне с фламандцами и погиб в бою. В некоторых источниках указывается, что он погиб в битве при Монс-ан-Певеле (иногда называется битвой при Монс-ан-Пюсель, Mons-en-Pucelle), которая состоялась 18 августа 1304 года. Однако это неверно, так как его вдова уже в марте этого года вторично вышла замуж (смотрите ниже).
Похоронен в храме аббатства Валь-де-Руа. На его мавзолее была надпись из латинских стихов: Christe, figura Patris, animæ miserere Joannis, Rociaci comitis quem tegit ille lapis.
Жан IV де Пьерпон не позднее 1292 года женился на Жанне де Дрё, графине Брены, дочери графа Роберта IV де Дрё и его жены графини Беатрикс де Монфор. Дети:
- Жан V де Руси (погиб в битве при Креси 25/26 августа 1346), граф де Руси, граф Брены;
- Мария де Руси (ум. 1343 или позже), жена Жана II, сеньора де Шатовиллена, сына Симона II де Шатовиллена и Марии Фландрской.
- Беатрикс де Руси (ум. 7.11.1328), с 1312 г. жена Амори III де Краона.

Жанна де Дрё в мае 1304 года вторично вышла замуж за Жана де Бара, сеньора де Пюизе, сына графа Тибо де Бара. Она умерла в октябре 1314 года, завещав свою сеньорию Рошфор-ан-Ивелин сыну Жану и дочери Беатрикс.